# إدنتون
إدينتون (بالإنجليزية: Edenton)‏ هي مدينة أمريكية ومركز مقاطعة تشاوان في ولاية كارولاينا الشمالية في الولايات المتحدة الأمريكية.

## التركيبة السكانية
حدّد مكتب تعداد الولايات المتحدة بيانات التركيبة السكانية لإدنتون في تعداد الولايات المتحدة. في ما يلي، التركيبة السكانية حسب تعدادي 2000 و2010.

### تعداد عام 2000
بلغ عدد سكان إدنتون 5,394 نسمة بحسب تعداد عام 2000، وبلغ عدد الأسر 1,983 أسرة وعدد العائلات 1,295 عائلة مقيمة في البلدة. في حين سجلت الكثافة السكانية 374.1 نسمة لكل كيلومتر مربع (968.9/ميل2). وبلغ عدد الوحدات السكنية 2,204 وحدة بمتوسط كثافة قدره 152.8 لكل كيلومتر مربع (395.8/ميل2).
وتوزع التركيب العرقي للبلدة بنسبة 42.86% من البيض و55.23% من الأمريكيين الأفارقة و0.20% من الأمريكيين الأصليين و0.63% من الأمريكيين ذوي الأصول الآسيوية و0.02% من سكان جزر المحيط الهادئ و0.44% من الأعراق الأخرى و0.61% من عرقين مختلطين أو أكثر و1.45% من الهسبانيون أو اللاتينيون من أي عرق.
بلغ عدد الأسر 1,983 أسرة كانت نسبة 35.7% منها لديها أطفال تحت سن الثامنة عشر تعيش معهم، وبلغت نسبة الأزواج القاطنين مع بعضهم البعض 38% من أصل المجموع الكلي للأسر، ونسبة 24.7% من الأسر كان لديها معيلات من الإناث دون وجود شريك،  بينما كانت نسبة 2.6% من الأسر لديها معيلون من الذكور دون وجود شريكة وكانت نسبة 34.7% من غير العائلات. تألفت نسبة 31.4% من أصل جميع الأسر من عدة أفراد يعيشون في نفس المنزل ونسبة 16.4% كانت تتألف من شخص يعيش بمفرده يبلغ من العمر 65 عاماً أو أكثر. وبلغ متوسط حجم الأسرة المعيشية 2.37، أما متوسط حجم العائلات فبلغ 2.95.
بلغ العمر الوسطي للسكان 37.0 عاماً. وكانت نسبة 23.7% من القاطنين تحت سن الثامنة عشر، وكانت نسبة 7.3% بين الثامنة عشر والرابعة والعشرين عاماً، ونسبة 20.9% كانت واقعةً في الفئة العمرية ما بين الخامسة والعشرين والرابعة والأربعين عاماً، ونسبة 19.7% كانت ما بين الخامسة والأربعين والرابعة والستين، ونسبة 15.8% كانت ضمن فئة الخامسة والستين عاماً فما فوق. يوجد لكل 100 أنثى 79.5 ذكر، ويوجد لكل 100 أنثى في الثامنة عشر من عمرها فما فوق 71.7 ذكر.
بلغ متوسط دخل الأسرة في البلدة 25,241 دولارًا، أما متوسط دخل العائلة فبلغ 34,132 دولارًا. وكان متوسط دخل الذكور 27,192 دولارًا مقابل 18,281 دولارًا للإناث. وسجل دخل الفرد الخاص بالبلدة 13,264 دولارًا. وكانت نسبة 20.3% من العائلات ونسبة 25.1% من السكان تحت خط الفقر، وكان من هؤلاء نسبة 34.1% تحت سن الثامنة عشر ونسبة 20.1% في الخامسة والستين من العمر وما فوق.

### تعداد عام 2010
بلغ عدد سكان إدنتون 5,004 نسمة بحسب تعداد عام 2010، وبلغ عدد الأسر 2,075 أسرة وعدد العائلات 1,274 عائلة مقيمة في البلدة. في حين سجلت الكثافة السكانية 347 نسمة لكل كيلومتر مربع (898.7/ميل2). وبلغ عدد الوحدات السكنية 2,518 وحدة بمتوسط كثافة قدره 174.6 لكل كيلومتر مربع (452.2/ميل2).
وتوزع التركيب العرقي للبلدة بنسبة 40.83% من البيض و54.80% من الأمريكيين الأفارقة و0.10% من الأمريكيين الأصليين و0.52% من الأمريكيين ذوي الأصول الآسيوية و0.04% من سكان جزر المحيط الهادئ و2.38% من الأعراق الأخرى و1.34% من عرقين مختلطين أو أكثر و3.42% من الهسبانيون أو اللاتينيون من أي عرق.
بلغ عدد الأسر 2,075 أسرة كانت نسبة 31.5% منها لديها أطفال تحت سن الثامنة عشر تعيش معهم، وبلغت نسبة الأزواج القاطنين مع بعضهم البعض 33.5% من أصل المجموع الكلي للأسر، ونسبة 24.3% من الأسر كان لديها معيلات من الإناث دون وجود شريك،  بينما كانت نسبة 3.5% من الأسر لديها معيلون من الذكور دون وجود شريكة وكانت نسبة 38.6% من غير العائلات. تألفت نسبة 34.4% من أصل جميع الأسر من عدة أفراد يعيشون في نفس المنزل ونسبة 15% كانت تتألف من شخص يعيش بمفرده يبلغ من العمر 65 عاماً أو أكثر. وبلغ متوسط حجم الأسرة المعيشية 2.29، أما متوسط حجم العائلات فبلغ 2.91.
بلغ العمر الوسطي للسكان 43.1 عاماً. وكانت نسبة 24.3% من القاطنين تحت سن الثامنة عشر، وكانت نسبة 7.5% بين الثامنة عشر والرابعة والعشرين عاماً، ونسبة 19.9% كانت واقعةً في الفئة العمرية ما بين الخامسة والعشرين والرابعة والأربعين عاماً، ونسبة 26.9% كانت ما بين الخامسة والأربعين والرابعة والستين، ونسبة 21.3% كانت ضمن فئة الخامسة والستين عاماً فما فوق. وتوزع التركيب الجنسي للسكان بنسبة 44.7% ذكور و55.3% إناث.

## المناخ
يظهر الجدول التالي التغييرات المناخية على مدار السنة لإدنتون:
| البيانات المناخية لـإدنتون                | البيانات المناخية لـإدنتون | البيانات المناخية لـإدنتون | البيانات المناخية لـإدنتون | البيانات المناخية لـإدنتون | البيانات المناخية لـإدنتون | البيانات المناخية لـإدنتون | البيانات المناخية لـإدنتون | البيانات المناخية لـإدنتون | البيانات المناخية لـإدنتون | البيانات المناخية لـإدنتون | البيانات المناخية لـإدنتون | البيانات المناخية لـإدنتون | البيانات المناخية لـإدنتون |
| الشهر                                     | يناير                      | فبراير                     | مارس                       | أبريل                      | مايو                       | يونيو                      | يوليو                      | أغسطس                      | سبتمبر                     | أكتوبر                     | نوفمبر                     | ديسمبر                     | المعدل السنوي              |
| ----------------------------------------- | -------------------------- | -------------------------- | -------------------------- | -------------------------- | -------------------------- | -------------------------- | -------------------------- | -------------------------- | -------------------------- | -------------------------- | -------------------------- | -------------------------- | -------------------------- |
| متوسط درجة الحرارة الكبرى °ف              | 51                         | 54.7                       | 62.4                       | 71.1                       | 78.5                       | 85.5                       | 88.2                       | 85.9                       | 80.5                       | 72                         | 63                         | 53.9                       | 70.6                       |
| متوسط درجة الحرارة الصغرى °ف              | 33.9                       | 35.8                       | 41.5                       | 49.8                       | 58.6                       | 67.7                       | 71.6                       | 70.1                       | 64.2                       | 53.3                       | 44.7                       | 36.8                       | 52.3                       |
| الهطول إنش                                | 3.51                       | 3.15                       | 4.02                       | 2.93                       | 3.74                       | 4.82                       | 5.48                       | 5.92                       | 4.94                       | 3.38                       | 3.17                       | 3.05                       | 48.11                      |
| متوسط تساقط الثلوج إنش                    | 0.8                        | 1.0                        | 0.4                        | 0.1                        | 0                          | 0                          | 0                          | 0                          | 0                          | 0                          | 0                          | 0.8                        | 3.1                        |
| متوسط درجة الحرارة الكبرى °م              | 11                         | 12.6                       | 16.9                       | 21.7                       | 25.8                       | 29.7                       | 31.2                       | 29.9                       | 26.9                       | 22                         | 17                         | 12.2                       | 21.4                       |
| متوسط درجة الحرارة الصغرى °م              | 1.1                        | 2.1                        | 5.3                        | 9.9                        | 14.8                       | 19.8                       | 22.0                       | 21.2                       | 17.9                       | 11.8                       | 7.1                        | 2.7                        | 11.3                       |
| الهطول مم                                 | 89                         | 80                         | 102                        | 74                         | 95                         | 122                        | 139                        | 150                        | 125                        | 86                         | 81                         | 77                         | 1٬222                      |
| متوسط تساقط الثلوج سم                     | 2.0                        | 2.5                        | 1.0                        | 0.25                       | 0                          | 0                          | 0                          | 0                          | 0                          | 0                          | 0                          | 2.0                        | 7.9                        |
| المصدر: xmACIS2 (Monthly Climate Normals) |                            |                            |                            |                            |                            |                            |                            |                            |                            |                            |                            |                            |                            |

## أعلام
- زاك فالنتاين
- جيمس ويلسون
- كريس بيري
- ويليام آلن
- هارييت آن جاكوبس
- تشارلز إي. ويلهلم
- جيمس إيردل
- غولدن فرينكز